# Tinagma grisescens
Tinagma grisescens är en fjärilsart som beskrevs av Henry Tibbats Stainton 1867. Tinagma grisescens ingår i släktet Tinagma och familjen skäckmalar. Inga underarter finns listade i Catalogue of Life.